# Henriette Cohen
Henriette Cohen (geboren am 17. August 1917 in Marseille; gestorben am 25. Juni 2019 ebendort) war die letzte französische Überlebende des Konzentrationslagers Auschwitz.

## Leben
Henriette Cohen war mit ihrem Mann Lucien und den zwei gemeinsamen Kindern, Monique (geboren 1941) und Nicola (geboren 1943), nach der Sprengung des Alten Hafens aus Marseille nach Eyguières zu den Schwiegereltern geflüchtet. Im April 1944 wurde Lucien Cohens Vater verhaftet, weil er Papiere gefälscht hatte. Wenige Wochen später, am 21. Mai 1944, wollte die Gestapo auch den Rest der Cohen-Familie verhaften. Henriette und ihre Familie befanden sich zu diesem Zeitpunkt im Haus der Schwiegereltern. Lucien Cohen erkannte sofort die Gefahr und flüchtete mit beiden Kindern aus einem Fenster. Henriette Cohen wurde gemeinsam mit ihrer Schwiegermutter Rosine Cohen verhaftet. Lucien Cohen und die zwei Töchter wurden am nahe gelegenen Bauernhof von der Familie Vincent versteckt. Alle drei überlebten. Familie Vincent wurde später von Yad Vashem als Gerechte unter den Völkern anerkannt.
Henriette Cohen und ihre Schwiegermutter wurden zunächst im Sammellager Drancy interniert. Die beiden Frauen wurden am 30. Juni 1944 mit dem Konvoi Nr. 76 nach Auschwitz deportiert. Während die Schwiegermutter gleich nach der Ankunft in den Gaskammern des Vernichtungslagers Birkenau ermordet wurde, überlebte Henriette Cohen die Selektion an der Rampe, kam ins Lager, wurde registriert und tätowiert und musste Zwangsarbeit verrichten. Ihre Häftlingsnummer war A-8546.
Am 1. Januar 1945 wurde sie von Auschwitz ins KZ Bergen-Belsen deportiert. Am 15. April 1945 wurde Henriette Cohen von britischen Streitkräften im KZ Bergen-Belsen befreit, als dort gerade eine Fleckfieberepidemie ausgebrochen war. Sie war schwer krank und wog nur noch 35 Kilogramm.
Henriette Cohen kehrte zu ihrer Familie zurück. Ihr Ehemann gründete die Parfümerie Corania und sie bekamen weitere vier Kinder. Sie stellte sich als Zeitzeugin zur Verfügung und berichtete Jugendlichen von ihren Erfahrungen in den KZs, „damit niemand den Holocaust leugnen kann“.
Der Dachverband der jüdischen Organisationen Frankreichs (Crif) gab am 26. Juni 2019 bekannt, dass Henriette Cohen als letzte französische Überlebende aus Auschwitz im Alter von 101 Jahren gestorben ist.